# Sojamethylester

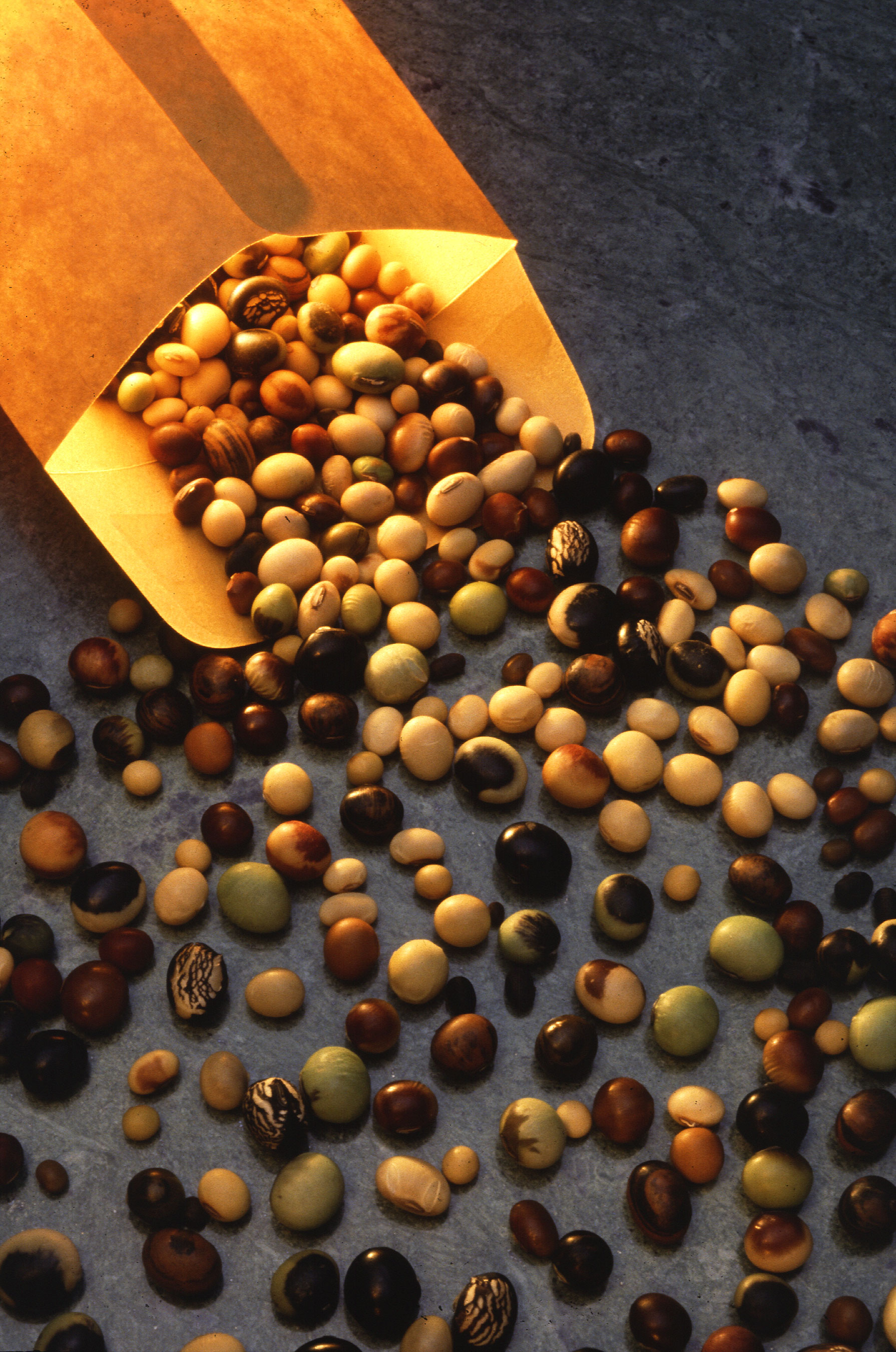
Sojabohnen

Sojamethylester (SME; auch Sojaölmethylester) ist ein Gemisch von Methylestern gesättigter und ungesättigter Fettsäuren mit jeweils 16 bis 22 Kohlenstoffatomen. Es ist eine klare, dünnflüssige, brennbare und mit Wasser nicht mischbare Flüssigkeit.
In Nordamerika und damit weltweit stellt der aus Soja gewonnene SME den größten Anteil des Biodiesels, in Europa rangiert aus Importsoja hergestellter SME an Rang 2 nach dem Rapsmethylester. SME auf Basis von Vollraffinaten wird auch als Lösungsmittel in der industriellen Produktion verwendet.

## Herstellung
Unter Zugabe von Methanol zum Sojaöl entsteht in einer katalytischen Reaktion der Sojamethylester; weiterhin entsteht Rohglycerin, welches durch weitere Reinigung und Destillation zu Pharmaglycerin verarbeitet wird. Die SME-Bildung erfolgt durch Umsetzen von Sojaöl mit Methanol nach folgender Reaktionsgleichung:

### Vorbehandlung des Sojaöls
Nach der Anlieferung der Ausgangs- und Hilfsprodukte wird das eingesetzte Sojaöl gereinigt. Zunächst wird das Rohöl durch Zugabe von Phosphorsäure unter Abspaltung von Phosphatiden entsäuert. Dabei entstehen Schleimstoffe, die mit Hilfe einer Zentrifuge vom Öl getrennt werden. In der nächsten Prozessstufe wird die restliche Seife aus dem neutralisierten Öl ausgewaschen und anschließend in einem Vakuumtrockner getrocknet. Bevor das Rohöl in eine Waschzentrifuge gegeben wird, wird Natronlauge zugegeben. Auf diese Weise werden die zuvor zugegebene Phosphorsäure und die restlichen Fettsäuren vollständig neutralisiert. Im Anschluss an das Zentrifugieren werden in einem Separator die Schleimstoffe abgetrennt.

### Umesterungsprozess
Der Hauptprozess der Methylester-Herstellung, die Umesterung, beruht auf der chemischen Reaktion von Triglyceriden mit Methanol zu einem Gemisch von Methylestern und Glycerin, die in Gegenwart eines alkalischen Katalysators beschleunigt verläuft. Die Umesterung findet in zwei hintereinandergeschalteten Reaktoren statt, die jeweils mit verschiedenen Reaktionskammern versehen sind, um eine möglichst hohe Umsetzung zu dem Methylester zu erzielen. Den Reaktoren wird parallel sowohl Methanol als auch der Katalysator Natriummethylat zugeführt, um den Umesterungsprozess wie gewünscht zu ermöglichen. Bei Normaldruck und Temperaturen um 60 °C im 1. Reaktor und etwa 50 °C im 2. Reaktor werden die Esterbindungen der Triglyceride aufgetrennt und mit dem Alkohol neu verknüpft, wobei sich das schwerere Glycerin am Boden des Reaktors absetzt. Mit Hilfe von Phasentrennern lässt sich der Methylester und Glycerin aufgrund der unterschiedlichen Dichte voneinander trennen.

### Reinigung des Produktes
Die Phase mit dem Ester enthält weiterhin Methanol, Glycerin, Katalysatoren, Seifen und weitere Komponenten. Die wasserlöslichen Stoffe werden durch einen Waschvorgang entfernt, bevor der SME dann in Vakuumtrocknern getrocknet wird und schließlich zur wirtschaftlichen Verwertung zur Verfügung steht.

## Einsatzgebiete

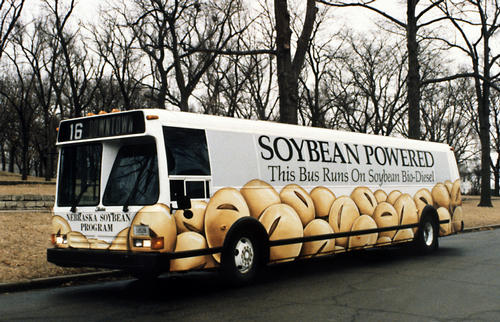
Bus mit Sojadieselwerbung

SME weist eine deutlich geringere Viskosität auf als unbehandeltes Sojaöl; daher  kann es als Ersatz für den mineralischen Dieselkraftstoff verwendet werden, ohne dass der Dieselmotor angepasst werden muss. Allerdings müssen die mit Kraftstoff in Kontakt kommenden Kunststoffteile gegenüber dem Methylester beständig sein.
Bei der Herstellung von Motor- und Getriebegehäusen im Automobilbau werden Gussformen verwendet, die aus Formsand und Harzen gebildet werden. Für dieses sog. Cold-Box-System wird SME, aber auch RME (Rapsmethylester), in größerem Maßstab als Bindemittel der Harzkomponente verwendet. Dadurch lassen sich Emissionen problematischer Lösemittel der BTX-Fraktion (Benzol, Toluol und Xylol) verringern; weiterhin soll der Methylester-Einsatz auch zu technischen Vorteilen gegenüber den klassischen Cold-Box-Systemen führen.